# 岩泉町民バス
岩泉町民バス（いわいずみちょうみんバス）は、岩手県下閉伊郡岩泉町内を運行する廃止代替バス（自治体バス）の総称である。運行主体は岩泉町で岩泉運輸、小川タクシー、岩手県北自動車（岩手県北バス）の3社が運行を受託する。

## 沿革
- 2003年（平成15年）4月1日 - JRバス廃止に伴い、岩泉町内の路線バスを「岩泉町民バス」とて統合し、愛称「ふれあい龍泉号」と名づけられる。

## 現行路線
〔…〕内の区間は自由乗降区間。

### 小本線
- 運行委託：岩泉運輸、岩手県北バス
- 運行経路
  - 岩手県北バス
    - A45 ： 岩泉消防署前 - 岩泉病院前 - 岩泉中学校前 - 乙茂 - 道の駅いわいずみ - 岩泉小本駅

  - 岩泉運輸
    - 岩泉消防署前 - 岩泉高校前 - 町民会館・図書館前 - 岩泉三本松 - 岩泉中学校前 -（龍泉洞前）- 乙茂 - ふれんどりー岩泉 - 道の駅いわいずみ - 岩泉小本駅 - 旧小本支所前（《- 小本郵便局前 - 清水野 - 高松公民館前 - 大牛内》）
    - （朝の1便のみ）：岩泉消防署前 - 岩泉高校前 - 岩泉三本松 - 岩泉中学校前 - 乙茂 - 道の駅いわいずみ - 岩泉小本駅 - 旧小本支所前 - 小本郵便局前 - 清水野 - 大牛内
    - （岩泉行最終便）：《大牛内 → 高松公民館前 → 清水野 → 小本郵便局前 → 岩泉小本駅 → 道の駅いわいずみ → 乙茂 → 岩泉中学校前 → 岩泉三本松 → 岩泉高校前 → 岩泉消防署前》
- 沿革
  - 1947年12月25日 - 省営バス岩泉線（のち陸中海岸線に改称）宇津野 - 小本間40km開業。
  - 1970年10月15日 - 岩泉線小本（現在の岩泉小本） - 田老間開業。
  - 1972年2月6日 - 岩泉線岩泉 - 田老間を陸中海岸線に編入。
  - 1987年4月1日 - JR東日本バスに継承。
  - 1988年4月1日 - JRバス東北に継承。
  - 1995年2月28日 - 陸中海岸線大牛内 - 田老間廃止。
  - 2003年4月1日 - JRバス東北 陸中海岸線大牛内 - 岩泉駅間廃止。岩泉運輸・岩手県北バスが代替運行開始。
  - 2009年12月1日 - 「上岩泉」を「岩泉駅口」に改称。岩泉町内の経路を一部変更の上、岩泉病院前と、岩泉三本松（旧・JRバス岩泉営業所前）の間に、「岩泉高校前」を新設（有芸線、安家洞線、国境・上荒沢口線、三沢線も同様に経路変更。ただし三沢線は岩泉高校前は通過）。
  - 2014年4月1日 - 岩泉駅廃止に伴い、「岩泉駅」を「岩泉消防署前」に改称。
- 利用情報
  - 岩手県北バス便は土・日・祝日運休。かつては、岩泉発午前・宮古発午後に岩泉駅前 - 宮古駅前間直通便が設定されていた。現在も運用の都合上で直通する便があるが、岩泉小本駅で一旦乗車場所からの運賃を支払い降車する必要がある。
  - 岩泉行の《…》内の区間は、予約が必要となっている。また大牛内行の旧小本支所前 - 大牛内間を下車専用として運行し、途中停留所から大牛内方面へ利用する場合は事前予約が必要である。

### 有芸線
- 運行委託：岩泉運輸
- 運行経路：（岩泉消防署前） → 岩泉病院前 →（町民会館前）→ 岩泉三本松 → 岩泉中学校前 → 〔乙茂 → 下猿沢 → 中倉口橋 → 肘葛 → 目倉梨 → 栃の木 → 上有芸 → 下有芸 → 中倉口橋 → 猿沢 → 乙茂〕 → 岩泉中学校前 → 岩泉三本松 → 岩泉病院前 → 岩泉消防署前
- 土・日・祝祭日運休。
- 3便の下猿沢から先の区間は下車専用で運行。
  - 1953年11月28日 - 国鉄バス岩泉線（のち有芸線に改称）乙茂 - 猿沢間開業。
  - 1956年10月20日 - 国鉄バス岩泉線猿沢 - 上有芸間開業。
  - 1987年4月1日 - JR東日本バスに継承。
  - 1988年4月1日 - JRバス東北に継承。有芸線上有芸 - 栃の木間開業。
  - 1996年3月2日 - JRバス廃止に伴い、岩泉運輸が代替運行開始。

### 鼠入線
- 運行委託：岩泉運輸
- 運行経路：岩泉消防署前 - 岩泉病院 - 岩泉三本松 - 〔鼠入川 - 日向森山 - 上鼠入 - 甲地 - 木原口〕
- 土・日・祝祭日運休。
- 木原口行3便の岩泉三本松から先の区間は下車専用で運行。
- 岩泉消防署行3便を利用する場合は予約が必要。

### 沢中・夏節線
- 運行委託：岩泉運輸
- 運行経路：岩泉消防署前 - 岩泉病院 - 岩泉中学校前 - 〔横道 - 上沢中 - 下室場 - 夏節 - 夏節口〕 - 龍泉洞 - 本沢廻 - 岩泉中学校前 - 岩泉病院 - 岩泉消防署前
- 土・日・祝祭日運休。
- 3便の本沢廻 - 下室場 - 横道 - 岩泉消防署前の区間は下車専用で運行。また、利用の際は予約が必要。

### 大川・釜津田線
- 運行委託：岩泉運輸
- 運行経路
  - （町民会館 -）岩泉病院 - 岩泉橋 - 二升石 - 岩手落合 - 〔浅内 - 舞の子 - サンパワーおおかわ - 上町（岩泉運輸大川営業所） - 川崎口 - 種倉 (→ 外山) - 釜津田 - 唐地〕
- 利用情報
  - 唐地行2便、サンパワーおおかわ行の唐地発は日・祝祭日運休。
  - 唐地行3便は日・祝祭日のみ運行。サンパワーおおかわからは下車専用で運行。
  - 唐地発3便は利用の際、予約が必要。
- 沿革
  - 1953年11月28日 - 国鉄バス岩泉線大渡 - 釜津田間（約17km）運行開始。
  - 1973年6月15日 - 国鉄バス撤退、岩泉運輸が釜津田線岩手大川駅 - 釜津田間にて代替運行開始。
  - 19xx年 - 大川線岩泉病院 - 岩手大川駅間運行開始。
  - 2003年3月8日 - 大雪に伴う土砂崩れで岩手落合 - 種倉間迂回運行。大川方面からはタクシー代替輸送。
  - 2003年4月1日 - 岩泉町民バス「ふれあい龍泉号」運行開始。岩手大川駅発大川上町行最終便を「デマンドバス」として唐地まで延長運行。
  - 2003年4月30日 - 岩手落合 - 種倉間平常運行に戻る。

### 安家洞線
- 運行委託：小川タクシー
- 運行経路：岩泉消防署前 - 岩泉橋 - 岩泉病院 - 岩泉高校前 - 岩泉三本松 - 龍泉洞前 - 〔夏節口 - 本田 - 上江川 - 高須賀 - 安家洞前 - 安家〕
- 沿革
  - 1953年9月1日 - 国鉄バス安家線陸中白山（久慈） - 岩泉三本松間 (50km) 開業。
  - 1987年4月1日 - JR東日本バスに継承。
  - 19xx年 - JRバス安家線山根 - 安家間廃止、代替路線小川タクシー山根線の運行開始（久慈側はJRバス山根線として存続）。
  - 1996年3月2日 - JRバス安家線安家 - 龍泉洞間廃止。小川タクシー安家洞線が代替路線として運行開始。
  - 2003年4月1日 - 小川タクシー山根線廃止。
- 土・日・祝祭日運休。

### 国境・上荒沢口線
- 運行委託：小川タクシー
- 運行経路
  - 馬渕小学校前 - 〔上国境 - 下名目入〕 - 岩手小川（- 袰綿 - 岩手落合 - 二升石 - 岩泉橋 - 岩泉病院前 - 岩泉高校前 - 岩泉三本松）
  - 〔上国境 - 下名目入〕 - 岩手小川（- 袰綿 - 岩手落合 - 二升石 - 岩泉橋 - 岩泉病院前 - 岩泉高校前 - 岩泉三本松）
  - 一ツ苗代 - 袰綿 - 岩手小川
    - 馬渕小学校前発着は祝祭日を除く水曜日のみ運行。葛巻町方面へのJRバスと連絡している。それ以外は上国境 - 岩手小川 - 岩泉三本松の区間で運行する。
    - 一ツ苗代 - 袰綿 - 岩手小川の便は冬期間予約運行。
- 沿革
  - 1947年12月25日 - 省営バス岩手落合 - 国境峠間 (24km) 、江刈線茶屋町（葛巻） - 国境峠間（19km）開業。
  - 1952年2月9日 - 岩泉 - 盛岡間の急行バス運行開始。
  - 1957年10月15日 - 路線名称変更、盛岡 - 岩手落合間を沼宮内線とする。
  - 1987年4月1日 - JR東日本バスに継承。
  - 1988年4月1日 - JRバス東北に継承。
  - 2003年4月1日 - JRバス沼宮内線岩泉 - 上荒沢口間廃止。小川タクシーが代替運行開始。

### 大坂本・松ヶ沢線
- 運行委託：小川タクシー
- 運行経路：
  - 安家 -（安家小中学校前）- 〔安家診療所 - 松ヶ沢 -（上松ヶ沢）-  大平 -（折壁）- 坂本 - 上坂本〕
- 水曜日のみ運行の便あり。
- 土・日・祝祭日運休。

### 茂井・半城子線
- 運行委託：小川タクシー
- 運行経路
  - 安家 - 〔安家診療所 - 半城子 - 年々橋 -（茂井）- 上年々〕
- 水曜日のみ運行の便あり。
- 土・日・祝祭日運休。

## その他
- 岩泉運輸委託の一部路線と岩手県北バス委託路線では岩手県北バスの発行するバスカードが利用できた。
- 4社共通・岩泉町民バス全線で利用できる「岩泉町民バス共通回数券」がある。なお岩手県北バス小本 - 宮古駅間は利用できない。
- 2014年（平成26年）4月1日より、岩泉線の廃止代替バスとして運行する東日本交通岩泉茂市線は一部区間で共同使用となる。また、岩泉茂市線の回数券は「岩泉町民バス共通回数券」と共通利用が可能である。